# Llanbrynmair
Llanbryn-mair (Santa Maria en el turó) és un poble i la zona que l'envolta al comtat gal·lès de Powys, en la carretera A470 entre Caersws i Machynlleth. L'àrea de Llanbryn-mair és la segona més gran del comtat; el 2005, tenia 958 persones.

## Descripció
La comunitat inclou diversos llogarrets: Talerddig, Dolfach, Tafolwern, Pandy, Bont Dolgadfan, Cringoed, Pennant, Wern-Gerhynt, Tafolog i Dylife. El centre històric és a Llan, en la carretera a Llanidloes, amb una petita església parroquial dedicada a Santa Maria. El centre actual de la vila (antigament anomenat "Wynnstay"), en l'encreuament de l'A470 i la B4518 a Llanidloes, esdevingué la capital del municipi gràcies a la nova carretera de peatge del 1821 i l'arribada del tren el 1861. La Cambrian Line encara travessa el poble, però l'estació va ser anul·lada el 1965 en el marc de tancaments generalitzats causats per l'informe Beeching.
Geogràficament, la comunitat comprèn les valls de tres rius, el Twymyn, l'Iaen i el Rhiw Saeson. Els dos darrers desemboquen en el primer, que al seu torn alimenta el Dyfi, que mor a la badia d'Aberteifi.
La zona és predenominantment gal·lo-parlant. L'activitat ramadera és especialment important, i afortunadament es va lliurar de l'episodi de glossopeda que tingué lloc al Regne Unit el 2001.

## Història

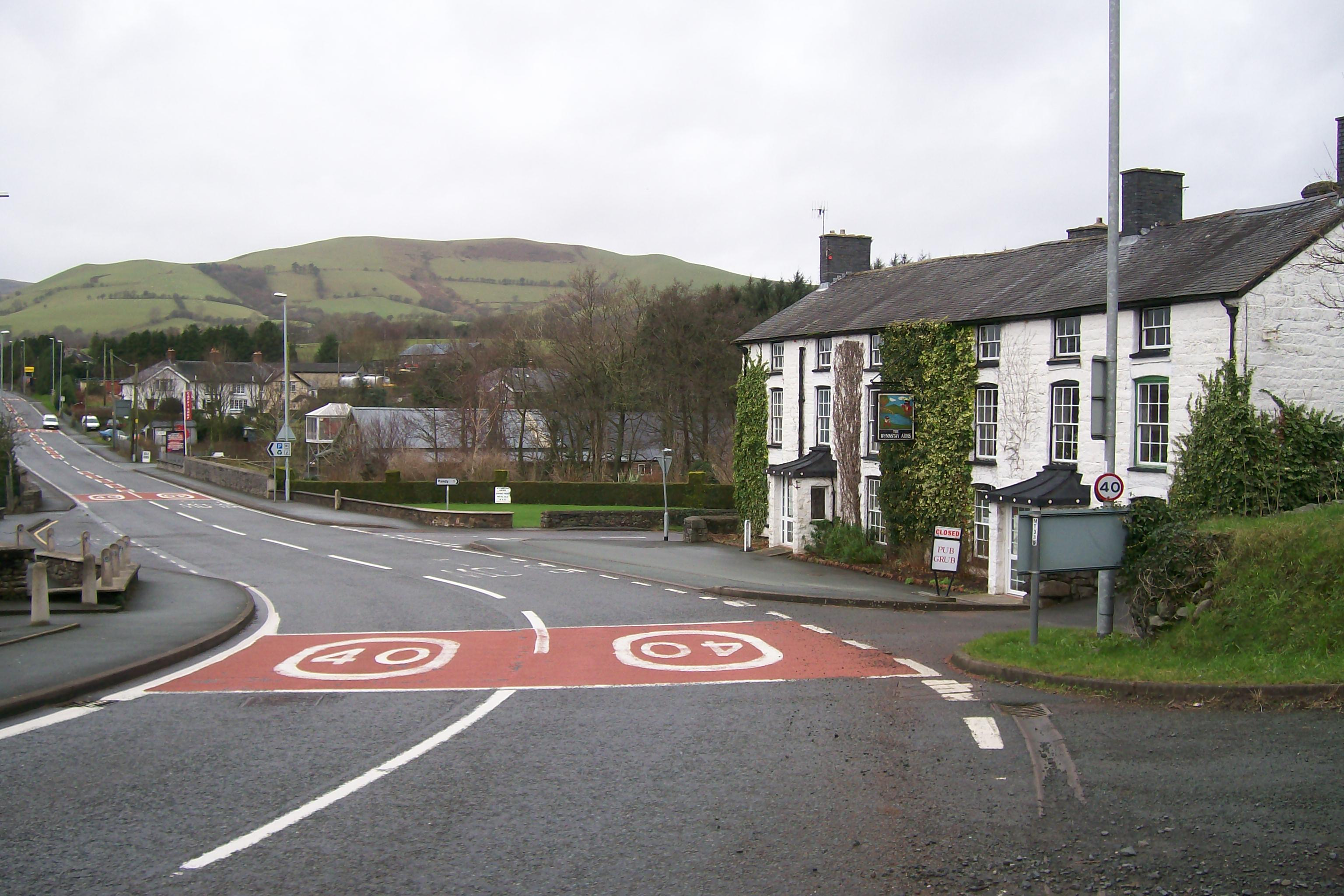
Llanbrynmair i el "Wynnstay Arms"

La major part de l'àrea pertangué a la gran finca rural Wynnstay, propietat durant generacions dels descendents de Sir Watcyn Williams Wynne. El nom de la propietat encara és recordat en el pub "Wynnstay Arms".
Encara que l'agricultura ha estat de sempre la principal activitat econòmica, dues altres ocupacions foren també de molta importància: la confecció de franel·la (a Pandy) i la mineria de plom, que havia arribat a donar feina a centenars de treballadors a Dylife.
La parròquia de Llanbryn-mair tingué un paper important tant en la "Revolució incomformista" de finals del segle xviii (un moviment de l'església gal·lesa per independitzar-se de l'Església d'Anglaterra), com en l'emigració a Amèrica dels segles XIX i XX. En aquesta darrera, es diu que Llanbryn-mair va ser d'on en van sortir més emigrants cap al Nou Món, començant ja el 1796. Molts d'aquests s'establiren en la part occidental d'Ohio, especialment en les comunitats agrícoles del "Paddy's Run" (actualment Shandon), Gomer i Venedocia.